# Balâtre
Balâtre là một xã ở tỉnh Somme trong vùng Hauts-de-France.

## Địa lý
A small farming village, Xã này tọa lạc 4 dặm Anh về phía đông của Roye, trên đường D248.

## Dân số
| 1962                                                           | 1968 | 1975 | 1982 | 1990 | 1999 |
| -------------------------------------------------------------- | ---- | ---- | ---- | ---- | ---- |
| 82                                                             | 86   | 88   | 72   | 69   | 54   |
| Số liệu điều tra dân số từ năm 1962, dân số không tính hai lần |      |      |      |      |      |